# 迎泽区
迎泽区是中国山西省太原市所辖的一个市辖区。总面积为117平方公里，区人民政府驻柳巷街道雲路街15號。

## 行政区划
迎泽区下辖6个街道办事处、1个镇：
柳巷街道、文庙街道、庙前街道、迎泽街道、桥东街道、老军营街道和郝庄镇。

## 人口民族
根據第七次人口普查數據，截至2020年11月1日零時，迎澤區常住人口為594238人。
2022年人口为59万人。

## 名胜古迹
- 全国重点文物保护单位8项：王家峰墓群（6-233）、永祚寺（双塔，6-467）、太原大关帝庙（7-0861）、太原纯阳宫（7-0863）、崇善寺大悲殿（7-0882）、太原文庙（7-0897）、山西大学堂旧址（7-1646）、中共太原支部旧址（7-1649）
- 山西省文物保护单位3项：孟家井瓷窑遗址（1-41）、东太堡遗址（2-30）、太原文瀛湖辛亥革命活动旧址（4-220）
- 太原市文物保护单位26项：革命烈士陵园、南十方院（白云寺）、皇庙（万寿宫）、古关帝庙、宝贤堂石刻、崇德卢石刻、孙中山纪念馆、山西省立一中旧址、藏经楼、开化寺民居、保宁寨址、枣园村落遗址、松庄慈云寺、亨升久旧址、泰山庙、书业诚旧址、侵华日军军营旧址、皇华馆12号民居、晋绥铁路银行旧址、五一百货大楼、迎泽宾馆、并州饭店、晋阳饭店、太原市少年宫、山西省体育馆比赛馆、山西省图书馆